# Liste von Persönlichkeiten der Stadt Dakar
Diese Liste von Persönlichkeiten der Stadt Dakar enthält in Dakar geborene Persönlichkeiten sowie solche, die in Dakar gewirkt haben, dabei jedoch andernorts geboren wurden. Die Liste erhebt keinen Anspruch auf Vollständigkeit.

## 1857 bis 1960
- Lamine Guèye (1891–1968), Jurist und Präsident der Nationalversammlung
- Isaac Forster (1903–1984), Jurist
- Amadou-Mahtar M'Bow (1921–2024), Politiker und Generaldirektor der UNESCO
- Issa Diop (1922–1997), Manager und Politiker
- Doudou N’Diaye Rose (1930–2015), Meistertrommler
- Jacques F. Acar (1931–2020), französischer Mediziner
- Habib Thiam (1933–2017), Politiker und Premierminister des Landes
- Ousmane Sow (1935–2016), Bildhauer
- Youssoupha Ndiaye (1938–2021), Jurist, Sportfunktionär und Politiker
- Mor Thiam (* ≈1941), Perkussionist und Kulturhistoriker
- Jean-Louis Lafosse (1941–1981), französischer Autorennfahrer
- Mahama Johnson Traoré (1942–2010), Regisseur und Filmproduzent
- Issa Samb (1945–2017), bildender Künstler, Schriftsteller, Schauspieler und Philosoph
- Jean-Pierre Adams (1948–2021), französischer Fußballspieler
- Elisabeth Paté-Cornell (* 1948), US-amerikanische Ingenieurin und Hochschullehrerin
- Wasis Diop (* 1950), senegalesischer Musiker
- Madjiguène Cissé (1951–2023), Frauenaktivistin
- Cheikh Hadjibou Soumaré (* 1951), Politiker, ehemaliger Premierminister
- Jacques-Pierre Amée (* 1953), französisch-kanadisch-schweizerischer Maler und Schriftsteller
- Ségolène Royal (* 1953), französische Politikerin
- Soham El Wardini (* 1953), Politikerin und ehemalige Bürgermeisterin von Dakar
- Rose Dieng-Kuntz (1956–2008), Informatikerin
- Omar Pene (* 1956), Sänger und Songautor
- Mola Sylla (* 1956), Musiker
- Marc Dugain (* 1957), Schriftsteller, Drehbuchautor und Filmregisseur
- Moussa Sène Absa (* 1958), Filmemacher, Schauspieler, Drehbuchautor, Regisseur, Produzent, Maler und Komponist
- Amadou Dia Ba (* 1958), Leichtathlet
- Abdoulaye Diabaté (* 1958/59), Jazzpianist
- Youssou N’Dour (* 1959), Sänger und Songautor

## 1961 bis 1980
- Amadou Ba (* 1961), Politiker, Premierminister
- Souleymane Sané (* 1961), ehemaliger Fußballspieler
- Aminata Touré (* 1962), Politikerin, ehemalige Premierministerin
- Nicolas Vanier (* 1962), französischer Abenteurer, Schriftsteller und Filmemacher
- Soriba Kouyaté (1963–2010), Koraspieler
- Ousmane Diarra (* 1964), französisch-senegalesischer Leichtathlet
- Mouss Diouf (1964–2012), senegalesisch-französischer Schauspieler
- Ibrahima Wade (* 1968), französischer Sprinter senegalesischer Herkunft
- MC Solaar (* 1969), französischer Rap- und Hip-Hop-Musiker
- Lamine Cissé (* 1971), Fußballspieler
- Mamadou Diallo (* 1971), Fußballspieler
- Oumar Dieng (* 1972), Fußballspieler
- Candice Gilg (* 1972), französische Freestyle-Skierin
- Ibrahim Ba (* 1973), Fußballspieler
- Ferdinand Coly (* 1973), Fußballspieler
- Khalilou Fadiga (* 1974), Fußballspieler
- Lamine Diatta (* 1975), Fußballspieler
- Makaty Mbaye (* 1976), Basketballspieler und -trainer
- Patrick Vieira (* 1976), französischer Fußballspieler
- Omar Daf (* 1977), Fußballspieler
- Amdy Faye (* 1977), Fußballspieler
- Pape Amadou N'Diaye (* 1977), Fußballspieler
- Pape Sarr (* 1977), Fußballspieler
- Souleymane Diawara (* 1978), Fußballspieler
- Papa Bouba Diop (1978–2020), Fußballspieler
- Abdoulaye Faye (* 1978), Fußballspieler
- Maram Kairé (* 1978), Astronom
- Mamadou Diabang (* 1979), senegalesisch-deutscher Fußballspieler
- Sibeth Ndiaye (* 1979), französische Staatssekretärin

## 1981 bis 1990
- El Hadji Diouf (* 1981), Fußballspieler
- Patrice Evra (* 1981), französischer Fußballspieler
- Frédéric Mendy (* 1981), Fußballspieler
- Victor Mendy (* 1981), Fußballspieler
- Amadou Makhtar N’Diaye (* 1981), Fußballspieler
- Alassane N’Dour (* 1981), Fußballspieler
- Pape Thiaw (* 1981), Fußballspieler
- DeSagana Diop (* 1982), Basketballspieler
- Souleymane Camara (* 1982), Fußballspieler
- Bouna Coundoul (* 1982), Fußballtorwart
- Moussa Cissokho (* 1983), Koraspieler, Sänger
- Ladji Keita (* 1983), Fußballspieler
- Mohamed Sarr (* 1983), Fußballspieler
- Pape Diakhaté (* 1984), Fußballspieler
- Gnima Faye (* 1984), Hürdenläuferin
- Idrissa Mandiang (* 1984), Fußballspieler
- Badara Sène (* 1984), Fußballspieler
- Papiss Demba Cissé (* 1985), Fußballspieler
- Dino Djiba (* 1985), Fußballspieler
- Mansour Guèye (* 1985), Fußballspieler
- Macoumba Kandji (* 1985), Fußballspieler
- Cheick N’Diaye (* 1985), Fußballspieler
- Deme N’Diaye (* 1985), Fußballspieler
- Khadim N’Diaye (* 1985), Fußballspieler
- Mariama Signaté (* 1985), französische Handballspielerin
- Mouhamadou Dabo (* 1986), französischer Fußballspieler
- Mustapha Diallo (* 1986), Fußballspieler
- Pape Paté Diouf (* 1986), Fußballspieler
- Babacar Guèye (* 1986), Fußballspieler
- Aminata Diadhiou (* 1987), Fußballspielerin
- Mame Biram Diouf (* 1987), Fußballspieler
- Hamady N’Diaye (* 1987), Basketballspieler
- Anna Diop (* 1988), Schauspielerin
- Saliou Ciss (* 1989), Fußballspieler
- Fallou Diagne (* 1989), Fußballspieler
- Idrissa Gueye (* 1989), Fußballspieler
- Cheikhou Kouyaté (* 1989), Fußballspieler
- Zargo Touré (* 1989), Fußballspieler
- Jean Alassane Mendy (* 1990), Fußballspieler
- Papa Alioune Ndiaye (* 1990), Fußballspieler
- Pierre Sagna (* 1990), Fußballspieler
- Mohamed Mbougar Sarr (* 1990), Schriftsteller

## 1991 bis 2000
- Mbaye Diagne (* 1991), Fußballspieler
- Ousmane N’Diaye (* 1991), Fußballspieler
- Adama Sarr (* 1991), Fußballspieler
- Dominique Badji (* 1992), Fußballspieler
- Yves Baraye (* 1992), Fußballspieler
- Yannick Gomis (* 1992), Fußballspieler
- Paul Keita (* 1992), Fußballspieler
- Abdou Mbacké Thiam (* 1992), Fußballspieler
- Sangoné Sarr (* 1992), Fußballspieler
- Pape Seydou N’Diaye (* 1993), Fußballspieler
- Pathé Ciss (* 1994), Fußballspieler
- Elhadji Pape Diaw (* 1994), Fußballspieler
- Babacar Gueye (* 1994), Fußballspieler
- Lamine Ndao (* 1994), Fußballspieler
- Birama Ndoye (* 1994), Fußballspieler
- Ousseynou Ba (* 1995), Fußballspieler
- Racine Coly (* 1995), Fußballspieler
- El-Hadji Gana Kane (* 1995), Fußballspieler
- El Hadji Tacko Fall (* 1995), Basketballspieler
- Moustapha Name (* 1995), Fußballspieler
- Cherif Younousse (* 1995), Beachvolleyballspieler
- Moussa Koné (* 1996), Fußballspieler
- Mamadou Loum (* 1996), Fußballspieler
- Alassane Ndao (* 1996), Fußballspieler
- Cherif Ndiaye (* 1996), Fußballspieler
- Mamadou Loum N’Diaye (* 1996), Fußballspieler
- Babacar Niasse (* 1996), Fußballtorwart
- Sidy Sarr (* 1996), Fußballspieler
- Alioune Sene (* 1996), Leichtathlet
- Mamadou Diarra (* 1997), Fußballspieler
- Assane Dioussé (* 1997), Fußballspieler
- Pape Meïssa Ba (* 1997), Fußballspieler
- Khadjou Sambe (* 1997), Surferin
- Sidy Keba Coly (* 1998), Fußballspieler
- Carlos Mendes Gomes (* 1998), guinea-bissauischer Fußballspieler
- Christian Gomis (* 1998), senegalesisch-französischer Fußballspieler
- Franck Kanouté (* 1998), Fußballspieler
- Ousseynou Diagne (* 1999), Fußballspieler
- Abou Lô (* 2000), Fußballspieler
- Ansou Sow (* 2000), Fußballspieler
- Yannick Touré (* 2000), schweizerisch-senegalesischer Fußballspieler

## Ab 2001
- Formose Mendy (* 2001), Fußballspieler
- Amadou Onana (* 2001), Fußballspieler
- Kaly Sene (* 2001), Fußballspieler
- Cheikh Diamanka Senghor (* 2001), spanisch-senegalesischer Fußballspieler
- Abdallah Sima (* 2001), Fußballspieler
- Sambou Soumano (* 2001), Fußballspieler
- Mamadou Camara (* 2002), Fußballspieler
- Dion Lopy (* 2002), Fußballspieler
- Moussa N’Diaye (* 2002), Fußballspieler
- Saly Sarr (* 2002), Leichtathletin
- Mouhamed Guèye (* 2003), Fußballspieler
- Sérigné Faye (* 2004), Fußballspieler
- Yaël Nandjou (* 2005), französisch-kamerunischer Fußballspieler